# Museu Palácio Floriano Peixoto
O Museu Palácio Floriano Peixoto localiza-se na cidade de Maceió, estado de Alagoas, no Brasil.

## Museu Palácio Floriano Peixoto - Esboço Histórico

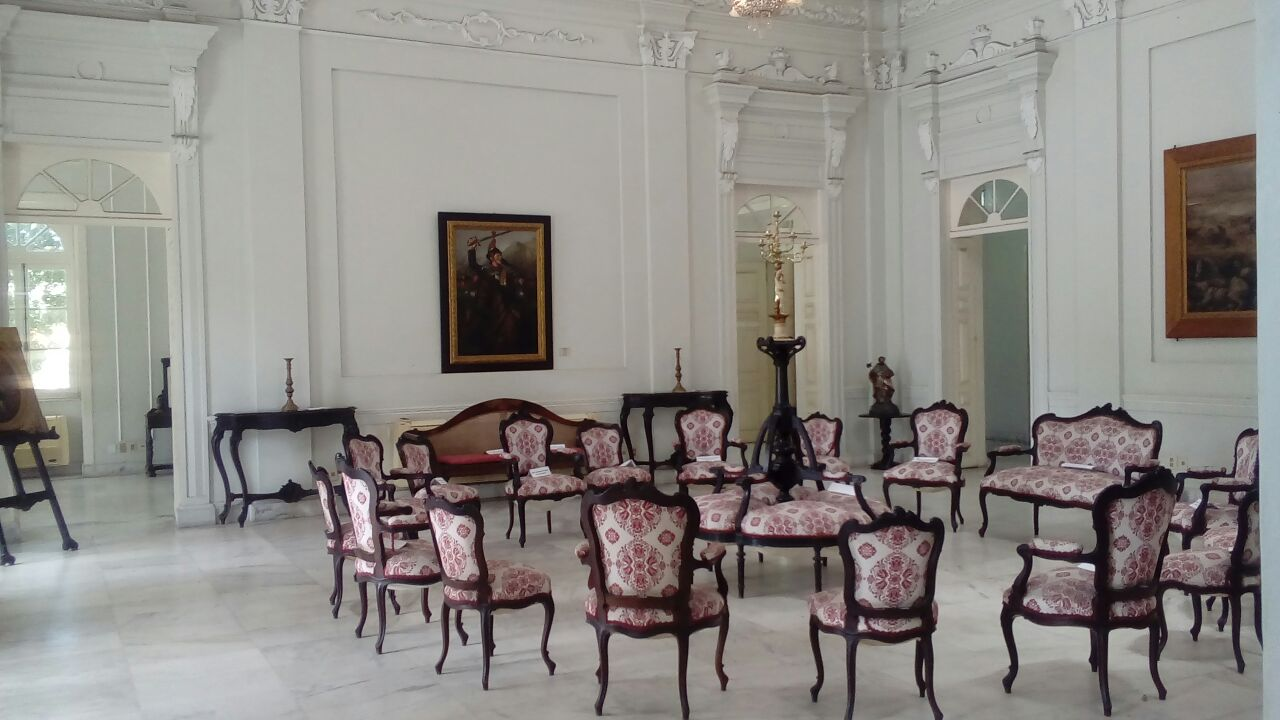
Salão nobre do Palácio Floriano Peixoto em Maceió, destaca-se o mobiliário antigo e os quadros de Rosalvo Ribeiro.

- Salão nobre do Palácio Floriano Peixoto em Maceió, destaca-se o mobiliário antigo e os quadros de Rosalvo Ribeiro.Sede do governo do Estado de Alagoas, o prédio destacado por Craveiro Costa "como o mais belo edifício do Estado pela suntuosidade de seu estilo e proporções" (LAGES, 85), teve sua construção iniciada em 1893," cuja pedra fundamental foi lançada no dia 14 de setembro…" (SANT’ANA, 08), com o projeto arquitetônico e execução sob a responsabilidade do engenheiro militar alagoano Carlos Jorge Calheiros de Lima, na administração do Dr. Gabino Suzano de Araújo Besouro (1892/1894), autorizado pela Lei nº 30, de 26 de maio de 1893.

- Com a deposição do governador Gabino Besouro em 16 de julho de 1894 e devido a escassez de recursos as obras foram paralisadas e, reiniciadas na administração de Manoel Gomes Ribeiro Júnior, Barão de Traipú (1894/1897), "período em que atuaram, entre outros, os engenheiros Morada, Adolfo Lins, Francisco Severiano Braga Torres e Luiz Gonzaga, ficando novamente interrompidas as mencionadas obras, com a saída do Barão de Traipú do governo, a 12 de junho de 1897(SANT’ANA, 08)".

- No governo de Euclides Vieira Malta os trabalhos mais uma vez foram reiniciados, sob a responsabilidade do engenheiro do Estado, arquiteto Luiz Lucariny, que recebera a incumbência do governador, em 12 de junho de 1900, de prosseguir a edificação daquele prédio, cujos trabalhos só seriam reencetados em 1902 (SANT’ANA, 09) e que promoveu diversas modificações na planta original. "Segundo Craveiro Costa o edifício ficou completamente alterado, a fachada, sobretudo, sofreu radical transformação, oferecendo um belo conjunto, magnificamente tratado na sua ornamentação e elegância de estilo ´(LAGES, 85)". Essas interferências conferiram à planta do edifício, algumas modificações ao gosto eclético da época (PAIVA). Destaque-se que o arquiteto italiano Luiz Lucariny residia em Maceió e foi responsável por outras obras de grande porte e que marcam a arquitetura em nossa terra, como o Teatro Deodoro (Maceió) e o Teatro Sete de setembro (Penedo).

- "Majestosa, a construção tem como ponto alto o Salão Nobre, com altos relevos e móveis estilo Luis XV. Em de suas alas, esculturas em louça portuguesa representam: a justiça, a lavoura, o comércio e a história (SECOM)."

- "A fachada do edifício é de ordem toscana, modificada, com dois magníficos pórticos, um inferior e outro superior que formam o terraço. Da entrada ao vestíbulo uma escadaria de granito de cinco degraus que serve de base aos pórticos da fachada, ao lado das quais sobressaem dois corpos colaterais da mesma ordem, trabalho esmerado em pedra de talha, imitando cantaria, formando o baseamento da obra, com quatro janelas em estilo dórico (LAGES, 85)".

- Coroando as festividades da Emancipação Política de Alagoas, em 16 de setembro de 1902, o Palácio é solemente inaugurado, com presença expressiva da comunidade local.

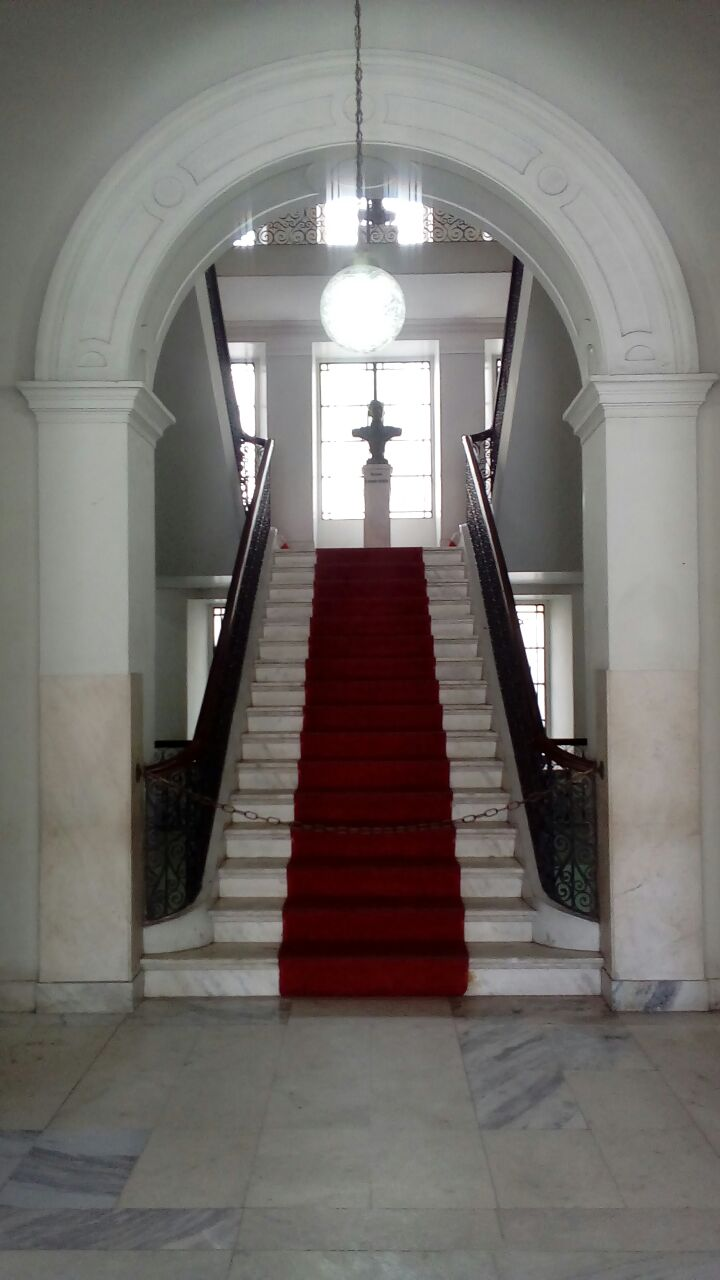
Escadaria do Museu Palácio Floriano Peixoto, ao fundo vemos o busto do 2º Presidente do Brasil, Floriano Peixoto.

- Escadaria do Museu Palácio Floriano Peixoto, ao fundo vemos o busto do 2º Presidente do Brasil, Floriano Peixoto.Através do Decreto Estadual nº 417, de 17 de outubro de 1947, assinado pelo governador Silvestre Péricles de Góes Monteiro, o edifício oficial, residência e palácio do governo, passa a denominar-se de "Palácio Marechal Floriano Peixoto".

- "Anteriormente à construção deste edifício funcionaram como Palácio do Governo, o sobrado do abastado comerciante português, Francisco José da Graça, localizado à Rua do Comércio, esquina com a Rua da Rosa, atual Senador Mendonça, onde se instalou em 1819, o 1º Governador da Capitania, Sebastião Francisco de Mélo e Póvoas, e o sobrado do Barão de Jaraguá, situado na Rua Barão de Anadia. Este palacete foi demolido em 1940, para no local edificar-se o prédio do Instituto de Aposentadoria e Pensão dos Empregados em Transportes e Cargas [IAPETEC] (LAGES, 86)".

## Museu Palácio Floriano Peixoto
.

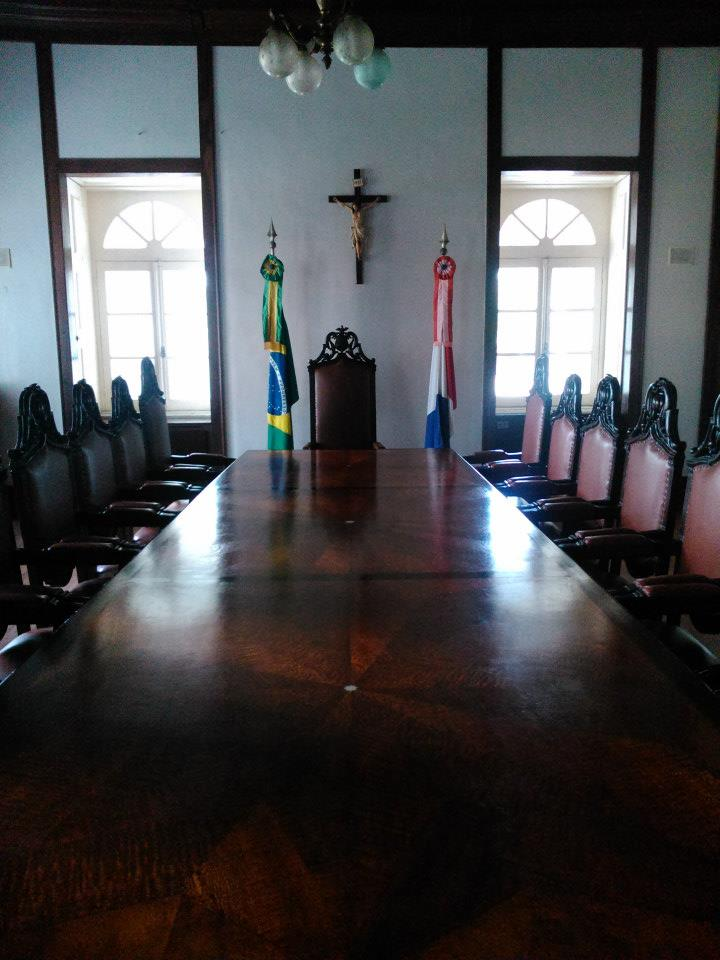
Salão de Jantar do Palácio Floriano Peixoto, concentra uma quantidade de cristais e mobiliário antigo

- "Os dados históricos que constroem a existência do Museu, que vai dar nova consignação ao Palácio Marechal Floriano Peixoto, decorre do interesse de o governo do Estado de Alagoas em propor" uma revitalização do edifício-sede (PAIVA)", consagrada em "dois momentos distintos (PAIVA)".

- Destaque-se que no impresso distribuído quando da inauguração do Museu Histórico de Alagoas – Palácio Marechal Floriano Peixoto consta que o projeto de sua implantação atenderia a necessidade de "resgatar a história da secular casa que o hospeda e os acontecimentos mais marcantes de sua trajetória enquanto sede do governo de Alagoas (PAIVA), em seu primeiro momento. O segundo momento, gestaria" o polo educativo-cultural que pretende resgatar a memória histórico-social alagoana em várias fases (PAIVA)".

- O documento oficial que registra a criação do Museu Histórico de Alagoas – Palácio Marechal Floriano Peixoto, é o Decreto de 27 de março de 2006, assinado pelo governador Ronaldo Lessa, que no Art. 3º assim determina: "O Palácio Marechal Floriano Peixoto, palco de grandes decisões políticas, pela sua importância na história de Alagoas, será transformado em museu, aberto à visitação pública e reservado para recepções e solenidades oficiais".

- A inauguração oficial ocorreu no dia 18 de maio de 2006, durante o mandato do vice-governador Luiz Abílio de Souza Neto.

## Acervo
.
- O acervo do Museu Palácio Floriano Peixoto – MUPA é constituído basicamente do mobiliário dos séculos XVIII, XIX e XX, prataria, cristais e objetos decorativos, de quadros dos pintores alagoanos, como os destacados Luis Silva, Miguel Torres, Lourenço Peixoto e, as magníficas telas do pintor alagoano nascido em Marechal Deodoro, Rosalvo Alexandrino de Caldas Ribeiro, premiado em várias exposições no Brasil e na França e que em número de 21(vinte uma) se encontram distribuídas nas suas diversas dependências.

- Inúmeras peças valiosas foram paulatinamente, degradadas, "quer por falta de uma conservação científica, e o pior, muito desse rico tesouro simplesmente desapareceu, sem que seus guardiões, os governos estabelecidos no passado, soubessem explicar (LOUREIRO, 06)". Portanto, cabe-nos a tarefa de inventariar, conservar, restaurar e proteger o patrimônio resistente e existente no Museu, tornando-o accessível aos visitantes, e transformando-o num equipamento museológico que seja dignitário da cultura alagoense.

- O belo e magnífico exemplar da arquitetura eclética, destaca a capital que" foi-se embelezando com os edifícios destinados à vida administrativa (ALTAVILA, 45)" e que ganha nova missão com Museu, instituição voltada para a perenidade, para o presente e para a posteridade.

- Presentemente, as visitas agendadas e guiadas, iniciam-se às 9 horas, prolongando-se até às 14 horas, nas segundas e sextas-feiras. Nas terças, quartas e quintas, o horário de atendimento vai das 9 horas às 16 horas.

- O Museu Palácio Floriano Peixoto – MUPA é parte integrante do "conjunto arquitetônico dos Martírios", tombado pelo Patrimônio Estadual, através do Decreto Nº 38309, de 9 de março de 2000, onde se concentram os edifícios da Fundação e Museu Pierre Chalita e da antiga Intendência Municipal cognominada de Palácio das Águias, que por suas linhas neogóticas, completam o sítio, com importantes destaques na vida sócio-política, religiosa e cultural da população alagoense.

## Diretores
- Fernando Antônio Netto Lôbo (2008)

## Exposição Curta Duração
- CARTÃO - POSTAL Como Memória Social

Exposição Curta Duração de 23 de março a 30 de junho de 2008.
Com diversas temáticas e "Maceió já foi assim"
Colecionador: Fernando Antônio Netto Lôbo